# Quercus douglasii
Quercus douglasii, el roure blau, és un roure endèmic de Califòrnia, que pertany a la secció Quercus (roures blancs) dins del gènere Quercus. Aquesta espècie es desenvolupa en terres ben drenats i amb bona llum solar i se sol trobar al peu de muntanya que envolta a la Vall Central de Califòrnia i a certes regions de la costa californiana als Estats Units. A vegades aquest arbre també és conegut com a Mountain Oak (roure de muntanya) i com a Iron Oak (roure de ferro).

## Descripció
És un arbre de mida mitjana que creix entre 15 i 25 m d'alçada i, en general, mostra algun tipus d'irregularitat en la forma de la corona, i el tronc fa entre 0,5 i 1 m de diàmetre. El més gran, fins ara registrat, es va trobar al sud del Comtat d'Albereda d'uns 31 m d'alçada. L'escorça és de color gris clar amb diverses esquerdes de mida mitjanes, de color fosques, que en la llunyania donen un aspecte com si el tronc fos de color blanc. El nom de roure blau deriva de la tinta verda blava fosca que s'extreu de les seves fulles, les quals són caducifòlies d'entre 4 i 10 cm de llarg i de forma lleument lobulada. La seva coloració blavosa pot semblar subtil; però es posa en evidència si s'ho compara amb altres roures perennes pertanyents al mateix grup Quercus, els quals posseeixen fulles de color molt més verdes. Les seves glans fan uns 2 o 3 cm de llarg, amb la seva nou de sabor lleument dolç que maduren en un lapse de 6 o 7 mesos una vegada que són pol·linitzades.
La majoria dels roures blaus poden arribar a viure fins a 300 anys; però hi ha registres d'alguns exemplars que tenen més de 500 anys. Investigacions recents han detectat diversos assentaments no registrats de Boscos de roures de Califòrnia, i suggereixen que l'estat pot allotjar més de 2.000 km² de bosc antics formats per aquests roures.
El roure blau sol hibridar-se de manera natural amb altres espècies relacionades com Quercus turbinella, Quercus lobata i Quercus garryana. Això passa amb freqüència quan les espècies creixen juntes en una mateixa àrea. Altres plantes que realitzen especiació simpàtrica amb el roure blau són Quercus chrysolepis i Arbutus menziesii.
Aquesta espècie és susceptible a la malaltia coneguda com a mort sobtada del roure, encara que menys que Lithocarpus densiflorus o els roures denominats «vermells», com Quercus agrifolia.

## Sinonímia
- Quercus gambelii Liebm., Overs. Kongel. Danske Vidensk. Selsk. Forh. Medlemmers Arbeider 1854: 169 (1854).
- Quercus ransomii Kellogg, Proc. Calif. Acad. Sci., ed. 2, 1: 23 (1873).
- Quercus oblongifolia var. brevilobata Torr. in C.Wilkes, U.S. Expl. Exped. 17: 460 (1874).[6]

## Galeria

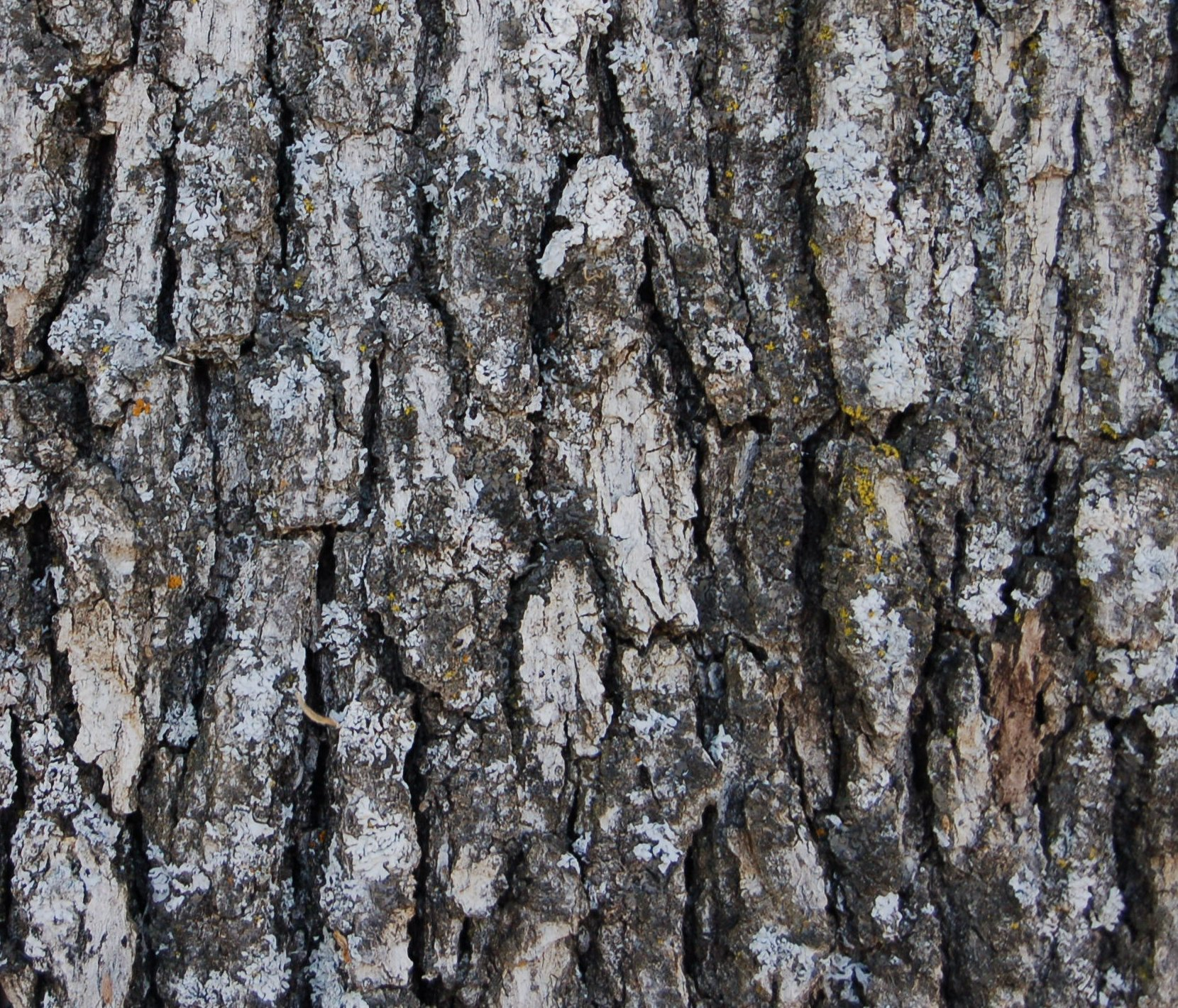
Escorça d'un roure blau.
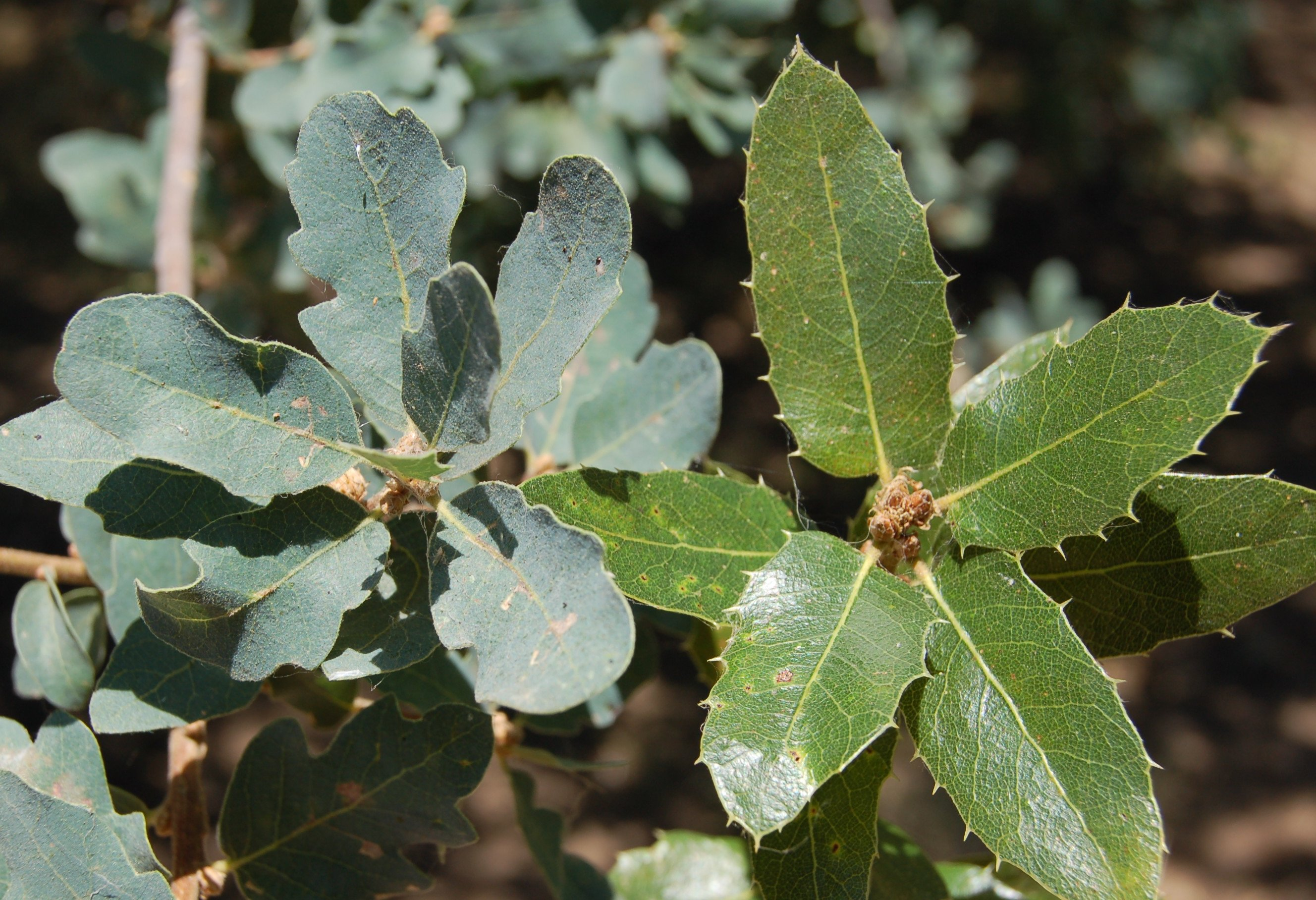
Comparació de les fulles del roure blau i l'encino de barranca.